# Vînohradne, Mala Vîska
Vînohradne (în ucraineană Виноградне) este un sat în comuna Iakîmivka din raionul Mala Vîska, regiunea Kirovohrad, Ucraina.

## Demografie
Componența lingvistică a localității Vînohradne
     Ucraineană (96,55%)
     Rusă (3,45%)
Conform recensământului din 2001, majoritatea populației localității Vînohradne era vorbitoare de ucraineană (96,55%), existând în minoritate și vorbitori de rusă (3,45%).